# Think Nordic

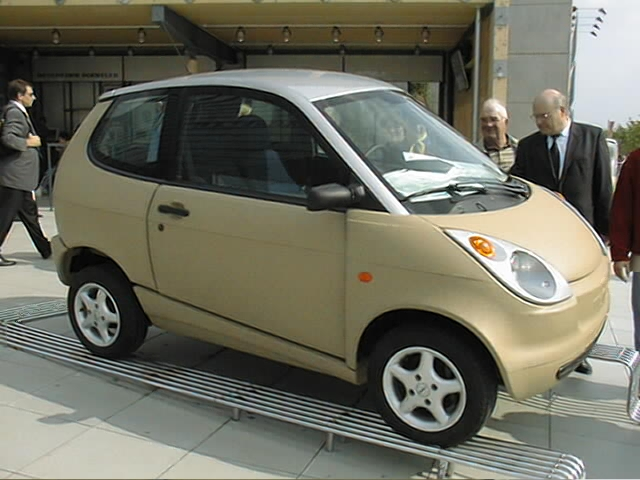
TH!NK City

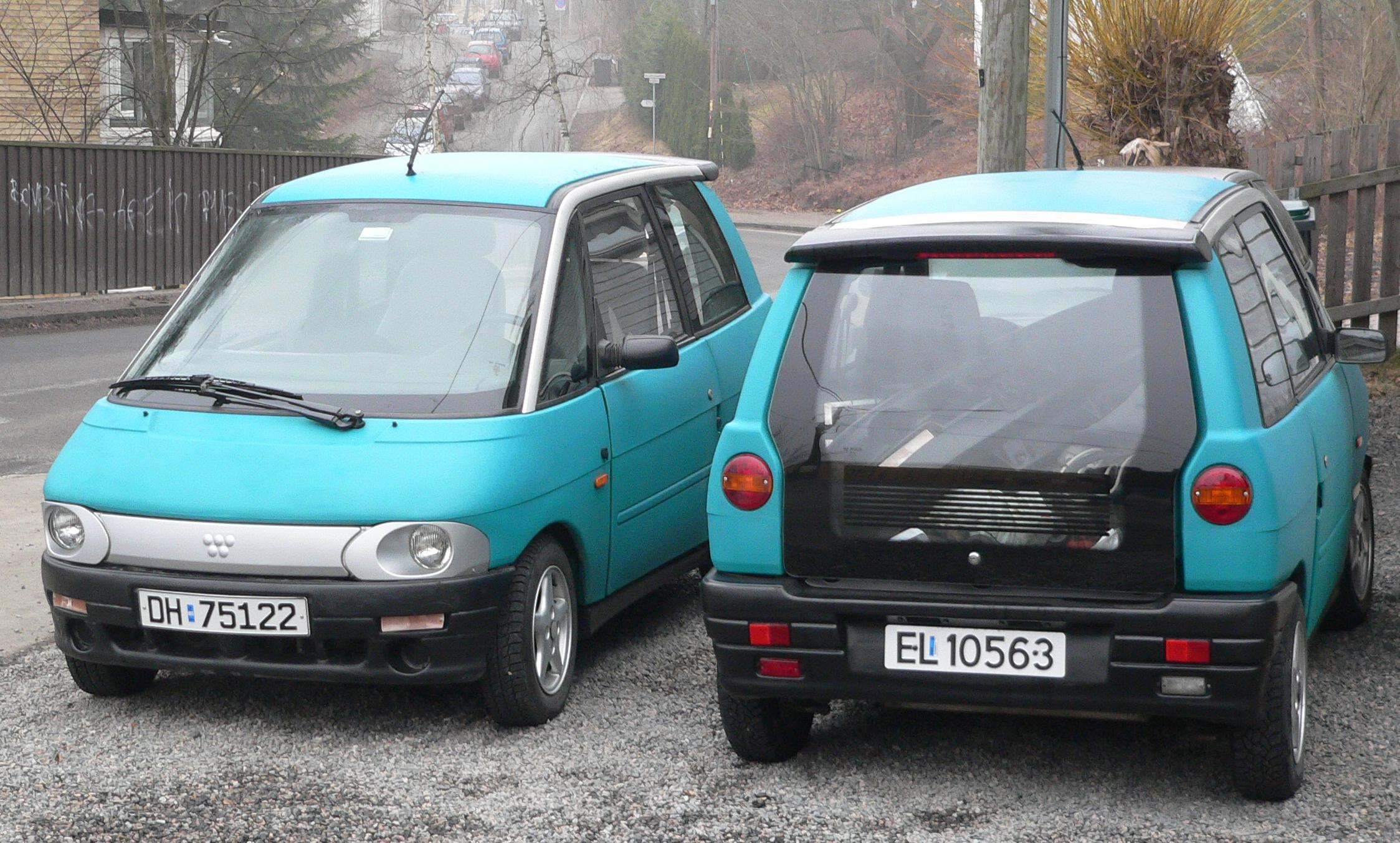
Pivco PIV3

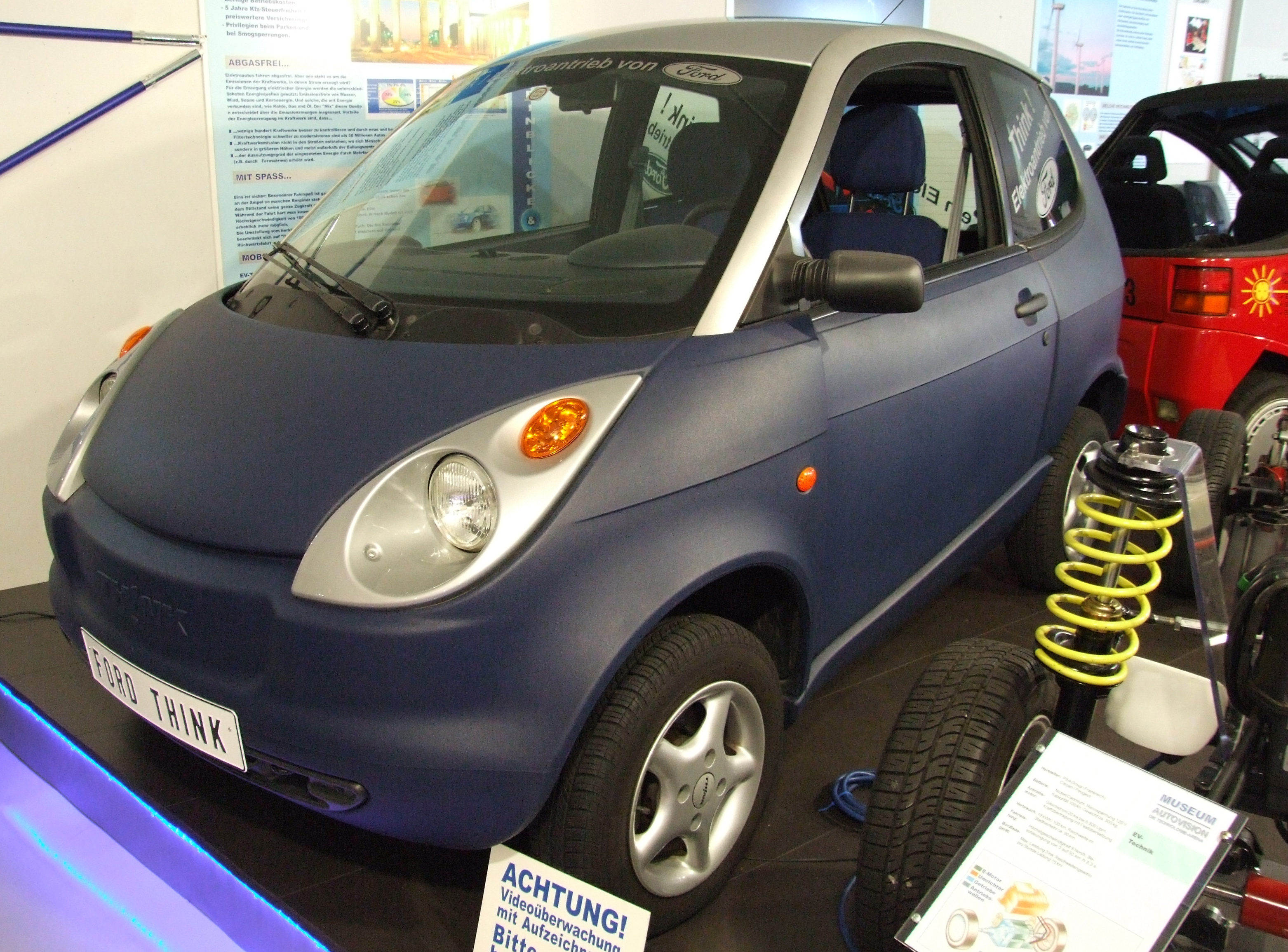
Ford Think, Museum Autovision

Think Nordic é uma empresa norueguesa com sede em Aurskog que produz carros elétricos sob a marca Think. Foi fundada em dezembro de 1991 em Oslo como Pivco (Personal Independent Vehicle Company). A empresa foi adquirida em 1999 pela Ford, começando a produção do TH!NK City. Em janeiro de 2003 a empresa foi vendida para a KamKorp Microelectronics, da Suíça, de propriedade de Kamal Siddiqis. Em março de 2006 Th!nk Nordic foi adquirida pelo fundo de investimentos norueguês InSpire, que tem como um dos seus sócios o fundador da empresa, Jan Otto Ringdal.
A Tesla Motors, produtora do Tesla Roadster, anunciou o fechamento de um contrato de 43 milhões de dólares para fonecer suas baterias Li-ion para a Think Nordic aplicá-las na próxima geração do seu Think City11.